# 解元 (演员)
解元（1945年3月15日—1977年11月16日），祖籍廣東海豐，马来西亚华人演员。

## 生平
曾经担任邵氏兄弟旗下武打演员，1972年在李小龙电影《死亡游戏》曾经饰演一名武术家。
解元於年輕時除了練武及學習拳擊外，亦作舉重及健身煅煉。曾於六十年代參加公開健美先生比賽獲得冠軍。
七十年代初除了在武打電影當演員外，解元亦於九龍當年鬧市所在的旺角彌敦道開設了解元健身學院，設館教授舉重健身及搏擊。
1977年11月16日，年僅32歲的解元因腦水腫猝死。